# 秋田健太郎
秋田 健太郎（あきた けんたろう、1975年3月8日 - ）は、埼玉県出身の競艇選手。登録番号は3808。埼玉支部所属。77期。同期に今泉和則、金子貴志、五反田忍らがいる。

## 来歴
- 1995年にデビュー。
- 初優勝は1999年5月、戸田競艇場での一般戦競走。
- GI初出場は2000年、びわこ競艇場での新鋭王座決定戦。
- SG初出場は2006年の第33回笹川賞競走。

## 人物
- レース時の体重が60kg前後という重量級レーサー。2006年前期にA1級に初昇格し、同年の第33回笹川賞競走への選出権利を得る。地元である戸田競艇場開催という事もあり、地元ファンの後押しで選出され、SG初出場を果たす。もともと60kg前後あった体重を54kg前後まで絞って参戦し、その甲斐があってか3走目でSG初勝利。その後3連勝を上げ、準優勝戦進出（結果は3着）。SG初出場の選手の中では最多の4勝を上げた。